# Flextronics
Flex Ltd (già nota come Flextronics International Ltd. o Flextronics) è un'azienda statunitense di origine con sede operativa a Singapore che fornisce componenti elettronici destinati ad essere utilizzati dai produttori di primo impianto nella realizzazione di reti di telecomunicazioni, nell'elettronica di consumo, nell'industria computeristica, nell'industria delle apparecchiature mediche ecc. Produce accessori e componentistica elettrica ed elettronica per conto terzi. Inoltre fornisce anche servizi di catena della distribuzione, come la realizzazione del confezionamento e il trasporto delle merci, così come la progettazione del bene e la gestione del processo post-vendita. È quotata al NASDAQ (FLEX).

## Storia

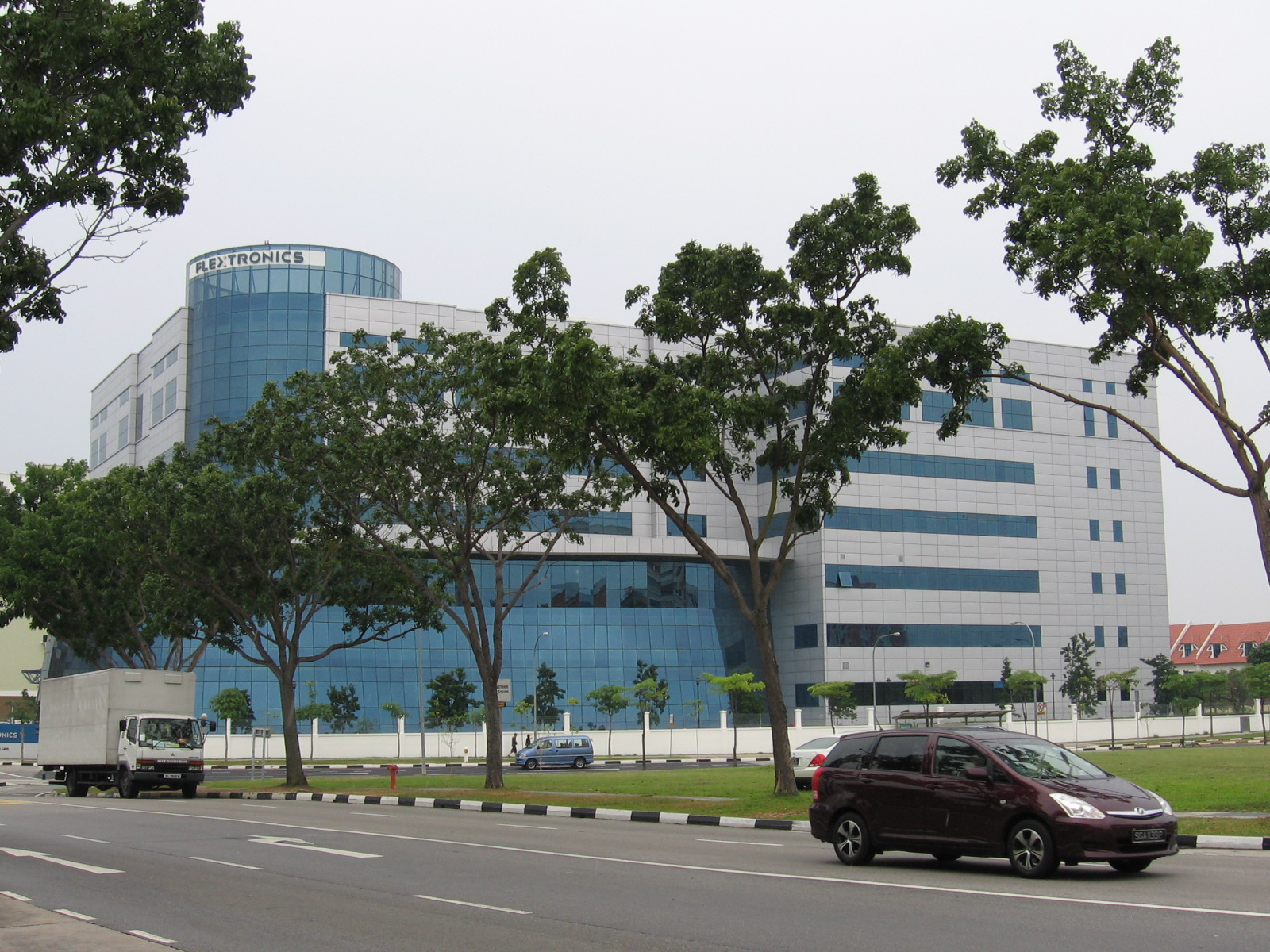
Flextronics a Singapore (2006)

Logo fino al 2015

La società nasce nel 1969 nella Silicon Valley come Flextronics Inc ad opera di Joe McKenzie. Nel 1980 viene ceduta a Bob Todd, Joe Sullivan e Jack Watts. Nel 1987 si quota in Borsa, ma viene delistata nel 1990 e viene ridenominata Flextronics International Ltd con sede a Singapore. Nel 1994 si quota nuovamente in Borsa.

## Attività
La società fabbrica accessori, prodotti finiti o componenti per conto di aziende come SanDisk, Microsoft, Epson, HP, Motorola, Palm, Casio, Apple ecc. Ha impianti in 30 paesi ed un giro di affari di quasi 16 miliardi di dollari.
Produce palmari, telefoni cellulari, videocamere, lettori MP3, adattatori per le card, schede WiFi, semiconduttori, apparati ottici.
È ad esempio il produttore di Zune, Xbox e Xbox 360.

## Clienti
Al gennaio 2010 i più grandi clienti di Flextronics sono Apple, Cisco Systems, Eastman Kodak, RIM, Sony-Ericsson, Lenovo, Dell Computer Corporation e Sun Microsystem.

## Italia
Nel 2000 ha acquisito da Siemens e da Telecom Italia, la Divisione Hardware della società Italdata, con sede in Avellino, che è stata ridenominata Flextronics Italy S.p.A.
Sempre nello stesso anno Flextronics Group Sweden AB acquisisce da Siemens CA L'Aquila S.r.l. attiva nella produzione, assemblaggio e riparazione di prodotti elettronici e moduli-base per reti di telecomunicazione e viene ridenominata Flextronics International L'Aquila S.p.A.
Entrambe le partecipazioni sono state dismesse.
Nel 2015 l'azienda compra lo stabilimento di produzione di Trieste da Alcatel-Lucent.